# Anisoperas dolens
Anisoperas dolens là một loài bướm đêm trong họ Geometridae.